# HD 43683
HD 43683，又名BD+14 1235，SAO 95502、HR 2253，是一颗恒星，视星等为6.16，位于銀經196.37，銀緯-0.67，其B1900.0坐标为赤經6h 12m 24s，赤緯+14° -0.67′ 11″。